# 高野二郎
高野 二郎（たかの じろう、1969年4月22日 - ）は、日本のテノール歌手。
男性ヴォーカル・グループ「The JADE」（ザ・ジェイド）メンバー。クラシック音楽以外ではミュージカルのほか、いわゆる特撮ヒーロー作品の主題歌を歌い” 平成の子門真人 “を標榜する等、クロスオーバー歌手として幅広く活動。
東京藝術大学卒業、同大学院修了。モーツァルテウム音楽大学マスタークラス・ディプロマ取得。東京フィルハーモニー交響楽団、東京都交響楽団、新日本フィルハーモニー交響楽団、読売日本交響楽団などの主要オーケストラとソリストとしての共演をはじめ、新国立劇場、二期会、東京室内歌劇場等の主催公演に度々出演。
現在、洗足学園音楽大学ミュージカルコース、昭和音楽大学ミュージカルコース、桐朋学園芸術短期大学各講師、二期会会員、日本演奏連盟会員、東京オペラプロデュースメンバー、品川音楽文化協会外部評議員。

## 主なオペラ出演歴
- 2002年
  - 3月　魔笛（タミーノ役）　新国立劇場
  - 3月　無口な女（ヘンリー役）新宿文化センター　東京オペラプロデュース
  - 4月　賢い女（ロバを連れた男役）新国立劇場
  - 4月　世界劇「眠り王」　（竹取の翁役）武道館
  - 6月　「ナクソス島のアリアドネ」（テノール歌手、バッカス役）
  - 9月　「ねじの回転」　再演（コメンテーター、クイント役）
- 2003年
  - 1月　「無人島」（ジェルナンド役）
  - 11月　「イタリアのモーツァルト」（ミトリダーテ、ルーチョ・シッラ役）
- 2004年
  - 2月　世界劇「眠り王」再演（竹取の翁役）
  - 3月　「カプリッチョ」（フラマン役）東京オペラプロデュース
  - 7月　「ドン・ジョバンニ」（ドン・オッタービオ役）二期会オペラ
- 2005年
  - 2月　「ルル」（画家・黒人役）新国立劇場
  - 3月　「魔笛」（タミーノ役）新国立劇場
  - 7月　「ヴァンパイア（吸血鬼）」（オーブリー役）
  - 11月　「さまよえるオランダ人」（舵手役）
- 2006年
  - 1月　ヘンデル「セルセ」（セルセ役）
  - 7月　「ブルーアイランド版 フィガロの結婚」（バジリオ役）東京室内歌劇場
  - 10月　ヴェルディ オペラ「海賊」（セリモ役）びわ湖ホール
- 2007年
  - 4月　プッチーニ「西部の娘」（ハリー役）新国立劇場
  - 6月　「ブルーアイランド版コジ・ファン・トゥッテ」（フェランド役）
  - 11月　オッフェンバック「シュフルーリ氏のサロンコンサート」（ペーターマン役）浜離宮朝日ホール
  - 12月　「後宮からの逃走」（ペドリッロ役）新国立劇場中劇場
- 2008年
  - 6月  喜歌劇「メリー・ウィドウ」（カスカーダ子爵役）兵庫県立芸術文化センター
  - 9月  R.シュトラウス作曲 「薔薇の騎士」すみだトリフォニー・ホール　
  - 11月 ヤナーチェク「マクロプロス家の事」（ヤネク役）日生劇場
- 2009年
  - 1月　第52回NHKニューイヤーオペラコンサート出演
  - 6月　ブルーアイランド版「魔笛」（タミーノ役）東京FMホール
  - 11月 ベルク「ヴォツェック」（アンドレス役）新国立劇場
- 2010年
  - 2月　　高野二郎テノールリサイタル　東京文化会館小ホール
  - 5～6月　R.シュトラウス「影のない女」（若い男役）新国立劇場
  - 8～9月　第1回品川区民芸術祭 テノール歌手高野二郎プロデュース「プルミエコンサート」（全５弾）
- 第１弾：ミュージカル・カフェ～洗足学園ミュージカルコース選抜メンバーによる～
- 第２弾：品川区民芸術祭記念合唱団演奏会～モーツァルト『レクイエム ニ短調 K.626』～
- 第３弾：スニーカーで名画座へ～男の子の映画の中に、こんなにきれいな曲が～
- 第４弾：品川新人演奏会～品川芸術祭新人オーディション受賞者による記念演奏会～
- 第５弾：高野二郎テノール・リサイタル～プルミエコンサート・プロデューサーによるスペシャルコンサート～
  - 11月　高野二郎テノールリサイタル 宮前市民館大ホール（川崎市）
- 2011年
  - 2月　山形交響楽団 モーツァルトシンフォニーサイクル 第12回 オペラ『魔笛』（演奏会形式）
  - 2月　飯森＆山響　｢アマデウスへの旅｣　米沢公演
  - 3月　オペラ「フォルテュニオ」（フォルテュニオ役） 中野ZEROホール　東京オペラプロデュース
  - 6月　ブルーアイランド版「魔笛」（タミーノ役）東京FMホール
  - 9～10月　第2回品川区民芸術祭 テノール歌手高野二郎プロデュース「プルミエコンサート」（全４弾）
- 2012年
  - 1月　オペラ「修道院での結婚」（アントニオ役）新国立劇場　　東京オペラプロデュース
  - 2月　テノール高野二郎コンサート 鶴見サルビアホール
  - 6月　オペラ「さまよえるオランダ人」（舵手役）すみだトリフォニーホール　東京アカデミッシェカペレ第４３回演奏会
  - 6月　ブルー・アイランド版「天国と地獄」（オルフェオ役）月島社会教育会館ホール
  - 9月　高野二郎セプテンバーコンサート きゅりあん小ホール
  - 10月　二期会ゴールデンコンサート＠津田ホールＡnniversary60 『テノールの日』　津田ホール
  - 10～11月　第3回品川区民芸術祭 「プルミエコンサート」第1弾～第3弾プロデュース
- 2013年
  - 5月　高野二郎リサイタル2013～この春の夜に～ 東京文化会館小ホール
- 2014年
  - 2月　オペラ「ミレイユ」（ヴァンサン役）新国立劇場　　東京オペラプロデュース
  - 3月　オペラ「死の都」（ヴィクトリン役）びわ湖ホール
- 2021年
  - 3月　東京二期会オペラ劇場「タンホイザー」（ヴァルター役）東京文化会館

## その他の活動
- 2002年10月〜2003年9月　テレビ番組TBS「体育王国」のオープニングテーマ「体育王国国家」を担当
- 2003年7月～2005年5月　東宝ミュージカル「レ・ミゼラブル」に司教・レーグル役で出演
- 2007年4月　ファーストアルバム「エッセンス」発売
- 2007年7月　衛星劇場にて『絶対やせる 電エース 宇宙大怪獣ギララ登場!/宇宙怪獣小進撃! 』の主題歌「電エースのロック」を担当
- 2007年11月　DVD作品『電エース　ザ・ファイナル～気楽に生きよう～』全7話の主題歌「行け！ 電エース」とエンディング曲「気持ちいいバラード」を担当するとともに、劇中では殺人歌唱で電エースを苦しめる身長2000m「高野巨人」役の俳優としても出演
- 2008年7月～　日本のオペラ界をリードするテノール・バリトン4名による男性ヴォーカル・グループ「The JADE」（ザ・ジェイド）の活動スタート
- 2011年10月　映画『電人ザボーガー』で主題歌（「戦え!電人ザボーガー」、「おれの兄弟 電人ザボーガー」）を担当
- 2012年1月～4月　CSキッズステーションにて『それいけ！ 電エース』でエンディング曲「気持ちいいバラード」を担当
- 2013年5月～11月　東宝ミュージカル「レ・ミゼラブル」にレーグル役で出演
- 2013年11月　特撮テレビドラマ「武蔵忍法伝 忍者烈風」の主題歌「武蔵忍法伝 忍者烈風」を担当
- 2013年12月　男声5人・女声2人の混声ヴォーカルユニット「THE　VOICE」（ザ・ヴォイス）活動スタート
- 2015年1月　テレビアニメ『ドアマイガーD』の主題歌を担当
- 2015年12月　映画『母と暮せば』（監督：山田洋次　音楽：坂本龍一　松竹120周年記念映画）の劇中歌「鎮魂歌」の独唱を担当
- 2017年9月　初のオリジナル・ポップスアルバム「Love Letter」（プロデュース：近藤薫）発売

### CM
- カルビー「ポテトチップ」
- シマダヤ「鉄板麺」